# Park Seed Company
Park Seed Company es una compañía privada de ventas por envíos postales de material de jardinería, que tiene su sede en Greenwood, Carolina del Sur. Como su nombre implica, la Compañía de Semillas de Jardín se especializa en las semillas de jardín, ofreciendo más de 1.100 variedades de plantas ornamentales de flor, berzas, y semillas de hierbas, más una gran selección de bulbos, de plantas vivas, y de accesorios para el cultivo de un huerto. Park Seed Company distribuye millones de catálogos cada año y mantiene una presencia extensa en Internet (www.parkseed.com (enlace roto disponible en Internet Archive; véase el historial, la primera versión y la última).). Junto a la marca de fábrica base de la venta al por menor de semillas de jardín, « Park Seed Company » además comprende a las marcas « Wayside Gardens », « Park Seed Wholesale » y « Park’s Landscapes ». Las jefaturas nacionales se localizan en un terreno de 500 acres (2 km²) en el que mantienen 9 acres de jardines Park Seed Company Gardens, incluyendo el jardín de pruebas de All-America Selections, una rosaleda, un jardín de macetas, y otros varios jardines temáticos.

## Historia
La historia de Park Seed Company (enlace roto disponible en Internet Archive; véase el historial, la primera versión y la última). comenzó su andadura en 1868 cuando George Watt Park entonces un muchacho de 15 años, decidió vender las semillas de las plantas del jardín de la casa familiar en Libonia, Pensilvania, que había cosechado. 

El joven George compró una prensa de mano e imprimió una lista de las semillas que quería vender. Además de distribuir esta lista a los amigos y a los vecinos, también compró un anuncio en el periódico « The Rural American » (El americano rural) por $3.50. El anuncio dio lugar a $6.50 en órdenes de semillas. Con este éxito, George Watt Park encontró el trabajo de su vida. 

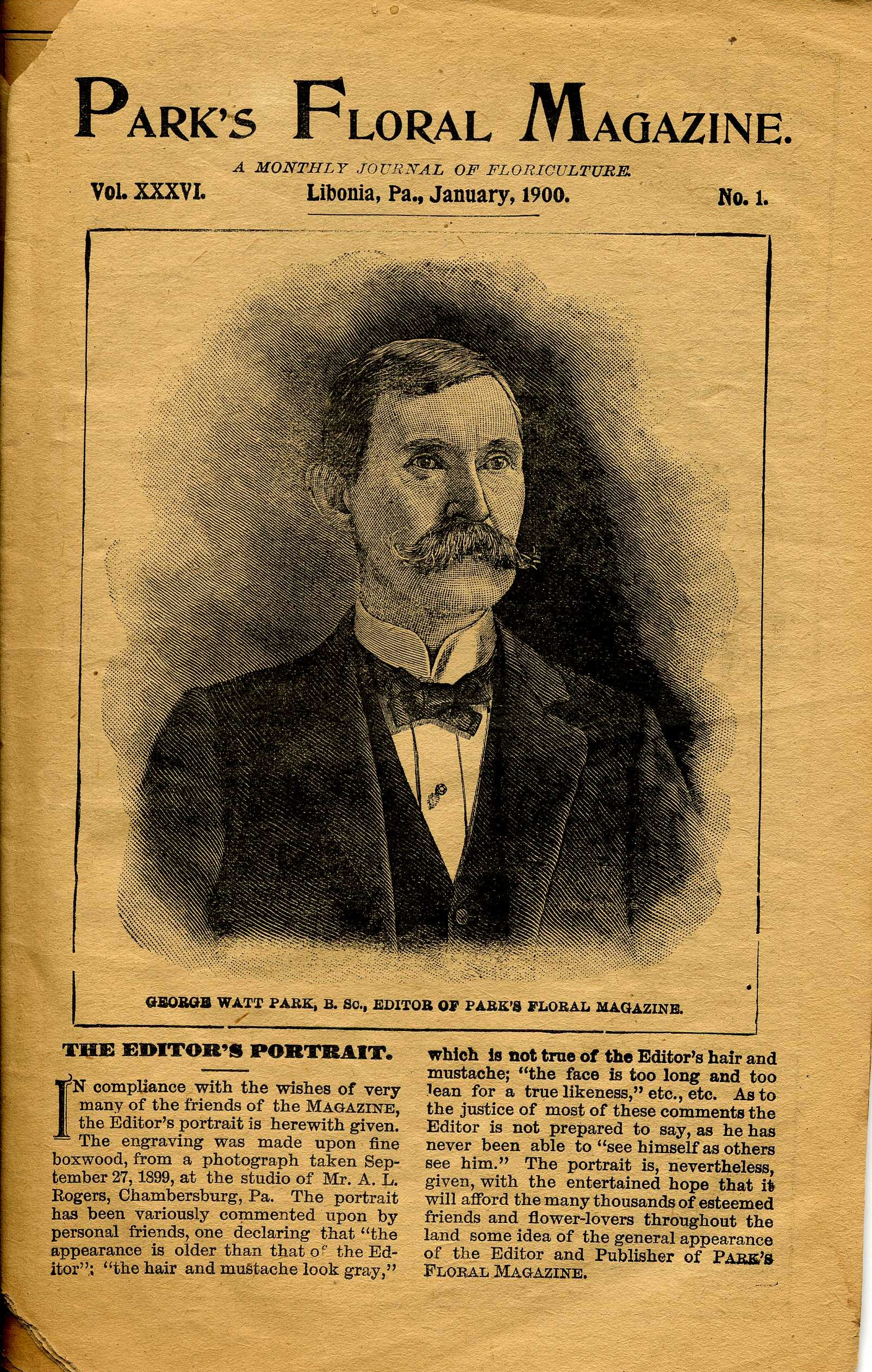
La cubierta de enero de 1900 del Park's Floral Magazine que nos muestra un retrato de su fundador, George Watt Park. procedente de los archivos de Park Seed Company.

La empresa « Park Seed Company » publicó su primer pequeño catálogo en 1868. El libro contuvo apenas 8 páginas y utilizó 2 cortes de ilustración en madera de un aster y de un pensamiento. En 1871, la « Park Seed Company » inició una publicación mensual llamada « The Floral Gazette ». Definitivamente más una revista que un catálogo, « The Floral Gazette » ofreció a sus lectores un foro para compartir las experiencias del cultivo de un huerto y una columna de intercambio de semillas que animaron a muchos lectores a negociar las semillas, los bulbos y las plantas. También llevó una cantidad significativa de publicidad, incluyendo anuncios de otros proveedores de semillas. Antes de 1877, el nombre había cambiado al de « Park’s Floral Magazine » y la circulación había crecido 20.000 ejemplares. Antes de 1918, la cifra de ejemplares había alcanzado los 800.000. 
El número creciente de catálogos trajo consigo un número cada vez mayor de órdenes, y antes de 1900, estaba claro que el negocio había desbordado la pequeña oficina de correos en Libonia. Park Seed Company se trasladó a La Park (actualmente Paradise, Pensilvania en 1902.
En 1918, el George Watt Park se casó con Maria Barratt, una joven agente de la demostración del hogar del condado de Carolina del Sur. María se trasladó a La Park y la hizo un socio en el negocio y la madre de sus dos hijos: George Barratt Park y William John Park.
Debido a estar cansados de soportar los crudos inviernos de Pensilvania, la familia Park se trasladó a Dunedin, Florida y editaron allí un catálogo en 1923. Desafortunadamente, mientras que la familia gozaba del calor de Florida, la humedad demostró ser altamente inadecuada para almacenar las semillas. Buscando un mejor ambiente para el negocio, se trasladaron a la ciudad natal de María Greenwood, Carolina del Sur, y allá trasladaron el negocio en 1924.
Durante los primeros 25 años en Greenwood, la « Park Seed Company » ocupó una gran casa vieja. Entonces en 1950, hicieron un traslado a una localización más moderna que sirviera de escaparate e incorporaron la era de control del medio ambiente para la calidad de la semilla. 

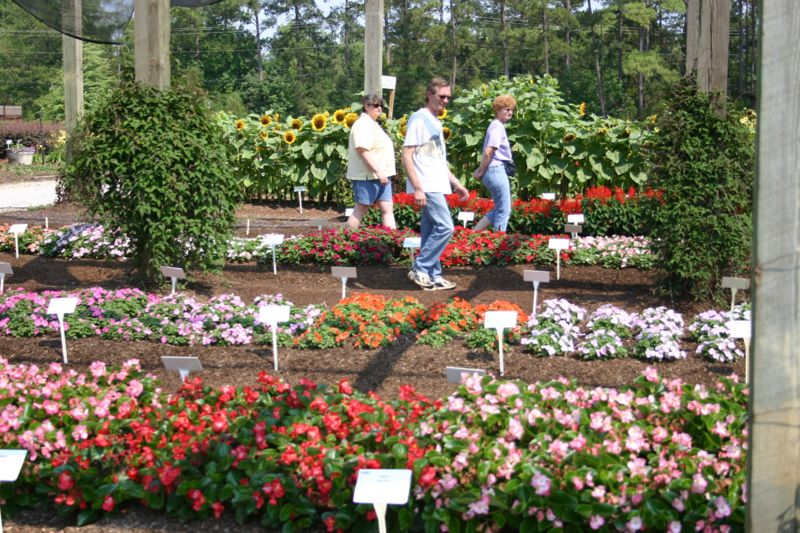
Campo de pruebas del AAS en el Park Seed Company Gardens, Foto por Christa Hanson, cedida por cortesía de la Park Seed Company.

La compañía adquirió 500 acres (2 km²) en el límite norte de Greenwood, y construyeron allí un complejo de edificios para albergar la totalidad del negocio, las áreas de oficinas de la compañía, las instalaciones de investigación, del almacenaje de las semillas y su proceso, áreas de temperatura controlada para almacenar las plantas y los bulbos, instalaciones informáticas, departamento de pedidos por correo, y facilidad del servicio de atención al cliente, más su área de preparación del catálogo y un área del salón de muestras y de recepción para su división al por mayor en creciente aumento. El núcleo de edificios de este campus fueron terminados en 1961. La compañía reside allí actualmente, en una continua ampliación y renovación del complejo para cumplir los requisitos en un continuo cambio. 
En 1975, « Wayside Gardens » , una compañía de suministros por correo de Mentor Ohio, salió a subasta y fue adquirida por Park Seed. « Wayside Gardens » llevaba en su línea de productos las plantas perennes, bulbos, árboles, y arbustos siendo un buen complemento para las semillas de « Park Seed Company ». Los « Wayside Gardens » fueron trasladados al complejo de Greenwood.